# Superliga de China 2019
La temporada 2019 fue la 16.ª edición de la máxima categoría del fútbol en la República Popular de China desde el establecimiento de la Superliga de China en el año 2004.  El patrocinador del título de la liga es Ping An Insurance.
Está previsto que la temporada comience el 1 de marzo y finalice el 30 de noviembre.

## Datos generales

### Ascensos y descensos
| Pos. | Descendidos a la China League One 2019 |
| ---- | -------------------------------------- |
| 15.º | Changchun Yatai                        |
| 16.º | Guizhou Hengfeng                       |

| Pos. | Ascendidos de la China League One 2018 |
| ---- | -------------------------------------- |
| 1.º  | Wuhan Zall                             |
| 2.º  | Shenzhen                               |

## Equipos
| Shanghai SIPG                          | Shanghái    | Vítor Pereira    | Estadio de Shanghái                 | 56.842 |
| Guangzhou Evergrande                   | Guangzhou   | Fabio Cannavaro  | Estadio Tianhe                      | 58.500 |
| Shandong Luneng                        | Jinan       | Li Xiaopeng      | Jinan Olympic Sports Center Stadium | 60.000 |
| Beijing Guoan                          | Pekín       | Bruno Génésio    | Estadio de los Trabajadores         | 66.161 |
| Jiangsu Suning                         | Nankín      | Cosmin Olăroiu   | Centro Deportivo Olímpico de Nankín | 65.769 |
| Hebei China Fortune                    | Qinhuangdao | Xie Feng         | Estadio Olímpico de Qinhuangdao     | 33.572 |
| Shanghai Greenland Shenhua             | Shanghái    | Choi Kang-hee    | Estadio Hongkou                     | 33.060 |
| Beijing Renhe                          | Pekín       | Wang Bo          | Beijing Fengtai Stadium             | 31.043 |
| Tianjin Tianhai                        | Tianjin     | Li Weifeng       | Haihe Educational Football Stadium  | 30.000 |
| Guangzhou R&F                          | Guangzhou   | Dragan Stojković | Estadio Yuexiushan                  | 18.000 |
| Dalian Yifang                          | Dalian      | Rafael Benítez   | Dalian Sports Center                | 61.000 |
| Henan Jianye                           | Zhengzhou   | Wang Baoshan     | Estadio Zhengzhou Hanghai           | 29.000 |
| Chongqing Lifan                        | Chongqing   | Chang Woe-Ryong  | Chongqing Olympic Sports Center     | 58.660 |
| Tianjin Teda                           | Tianjin     | Uli Stielike     | Estadio Olímpico de Tianjin         | 54.696 |
| Wuhan Zall                             | Wuhan       | Li Tie           | Xinhua Road Sports Center           | 22.140 |
| Shenzhen                               | Shenzhen    | Roberto Donadoni | Estadio Shenzhen                    | 32.500 |
| Datos actualizados a diciembre de 2019 |             |                  |                                     |        |

### Jugadores extranjeros
El número de jugadores extranjeros está restringido a seis inscritos por equipo. Un equipo puede convocar máximo cuatro jugadores foráneos y usar máximo hasta tres jugadores extranjeros en el campo por juego. Adicionalmente, con el objetivo de potenciar los jugadores locales cada equipo tendrá la obligación de convocar, como mínimo, dos jugadores sub-23 en cada partido, teniendo que estar uno de ellos, obligatoriamente, en el once titular. Los jugadores de Hong Kong, Macao y China Taipéi son considerados como jugadores nacionales.
| Equipo               | Jugador 1         | Jugador 2         | Jugador 3          | Jugador 4           | Jugador Hong Kong/Macao/China Taipéi |
| -------------------- | ----------------- | ----------------- | ------------------ | ------------------- | ------------------------------------ |
| Beijing Renhe        | Augusto Fernández | Ayub Masika       | Makhete Diop       | Sone Aluko          |                                      |
| Beijing Guoan        | Renato Augusto    | Cédric Bakambu    | Jonathan Viera     | Kim Min-jae         |                                      |
| Chongqing Lifan      | Fernandinho       | Fernando Henrique | Alan Kardec        | Adrian Mierzejewski |                                      |
| Dalian Yifang        | Yannick Carrasco  | Emmanuel Boateng  | Marek Hamšík       | Nyasha Mushekwi     |                                      |
| Guangzhou Evergrande | Paulinho          | Anderson Talisca  | Tyias Browning     | Park Ji-soo         |                                      |
| Guangzhou R&F        | Duško Tošić       | Mousa Dembélé     | Dia Saba           | Eran Zahavi         |                                      |
| Hebei China Fortune  | Ezequiel Lavezzi  | Javier Mascherano | Marcão             | Ayoub El Kaabi      |                                      |
| Henan Jianye         | Ivo               | Henrique Dourado  | Christian Bassogog | Franck Ohandza      |                                      |
| Jiangsu Suning       | Ramires           | Alex Teixeira     | Gabriel Paletta    | Éder                |                                      |
| Shandong Luneng      | Gil               | Róger Guedes      | Marouane Fellaini  | Graziano Pellè      |                                      |
| Shanghai Shenhua     | Fredy Guarín      | Giovanni Moreno   | Óscar Romero       | Odion Ighalo        |                                      |
| Shanghai SIPG        | Oscar             | Elkeson           | Hulk               | Odil Ahmedov        |                                      |
| Shenzhen F.C.        | Harold Preciado   | Ola Kamara        | Ole Selnæs         | Cheikh M'Bengue     |                                      |
| Tianjin Quanjian     | Alan Carvalho     | Alexandre Pato    | Renatinho          | Kwon Kyung-won      |                                      |
| Tianjin Teda         | Sandro Wagner     | Felix Bastians    | Johnathan          | Frank Acheampong    |                                      |
| Wuhan Zall           | Léo Baptistão     | Rafael Silva      | Stéphane Mbia      | Jean Evrard Kouassi |                                      |

## Tabla de posiciones
| Pos. | Equipo                      | Pts. | PJ | G  | E  | P  | GF | GC | Dif. | Clasificación o descenso                                           |
| ---- | --------------------------- | ---- | -- | -- | -- | -- | -- | -- | ---- | ------------------------------------------------------------------ |
| 1    | Guangzhou Evergrande Taobao | 72   | 30 | 23 | 3  | 4  | 68 | 24 | +44  | Clasificado a fase de grupos de Liga de Campeones de la AFC 2020   |
| 2    | Beijing Sinobo Guoan        | 70   | 30 | 23 | 1  | 6  | 60 | 26 | +34  | Clasificado a fase de grupos de Liga de Campeones de la AFC 2020   |
| 3    | Shanghai SIPG               | 66   | 30 | 20 | 6  | 4  | 62 | 26 | +36  | Clasificado a ronda de playoff de Liga de Campeones de la AFC 2020 |
| 4    | Jiangsu Suning              | 53   | 30 | 15 | 8  | 7  | 60 | 41 | +19  |                                                                    |
| 5    | Shandong Luneng Taishan     | 51   | 30 | 15 | 6  | 9  | 55 | 35 | +20  |                                                                    |
| 6    | Wuhan Zall                  | 44   | 30 | 12 | 8  | 10 | 41 | 41 | 0    |                                                                    |
| 7    | Tianjin TEDA                | 41   | 30 | 12 | 5  | 13 | 43 | 45 | −2   |                                                                    |
| 8    | Henan Jianye                | 41   | 30 | 11 | 8  | 11 | 41 | 46 | −5   |                                                                    |
| 9    | Dalian Yifang               | 38   | 30 | 10 | 8  | 12 | 44 | 51 | −7   |                                                                    |
| 10   | Chongqing Dangdai Lifan     | 36   | 30 | 9  | 9  | 12 | 36 | 47 | −11  |                                                                    |
| 11   | Hebei China Fortune         | 33   | 30 | 9  | 6  | 15 | 37 | 55 | −18  |                                                                    |
| 12   | Guangzhou R&F               | 32   | 30 | 9  | 5  | 16 | 54 | 72 | −18  |                                                                    |
| 13   | Shanghai Greenland Shenhua  | 30   | 30 | 8  | 6  | 16 | 43 | 57 | −14  | Clasificado a fase de grupos de Liga de Campeones de la AFC 2020   |
| 14   | Tianjin Tianhai             | 25   | 30 | 4  | 13 | 13 | 40 | 53 | −13  |                                                                    |
| 15   | Shenzhen F.C.               | 21   | 30 | 4  | 9  | 17 | 31 | 57 | −26  | Descenso a la China League One 2020                                |
| 16   | Beijing Renhe               | 14   | 30 | 3  | 5  | 22 | 26 | 65 | −39  | Descenso a la China League One 2020                                |

 Fuente: CSL
Criterios de clasificación: 1) Puntos; 2) diferencia de goles; 3) Goles convertidos.

## Resultados
| Local \ Visitante           | BJR | BJS | CQ  | DLY | GZE | GZF | HBC | HN  | JSS | SD  | SGS | SSI | SZ  | TTD | TTH | WH  |
| --------------------------- | --- | --- | --- | --- | --- | --- | --- | --- | --- | --- | --- | --- | --- | --- | --- | --- |
| Beijing Renhe               | —   | 0–1 | 1–4 | 1–3 | 2–1 | 1–4 | 1–2 | 1–2 | 2–3 | 0–2 | 1–4 | 1–1 | 2–2 | 2–1 | 2–0 | 0–2 |
| Beijing Sinobo Guoan        | 2–1 | —   | 4–1 | 4–1 | 1–3 | 3–2 | 2–0 | 2–1 | 3–0 | 3–2 | 2–1 | 0–2 | 3–0 | 3–1 | 2–1 | 3–0 |
| Chongqing Dangdai Lifan     | 2–0 | 0–4 | —   | 1–3 | 0–1 | 2–2 | 2–1 | 0–0 | 1–2 | 1–1 | 1–0 | 2–2 | 1–0 | 1–0 | 1–1 | 0–1 |
| Dalian Yifang               | 2–0 | 0–2 | 1–1 | —   | 0–1 | 3–2 | 3–3 | 3–1 | 2–2 | 1–0 | 1–0 | 1–2 | 2–0 | 1–2 | 2–2 | 1–2 |
| Guangzhou Evergrande Taobao | 3–0 | 0–1 | 1–1 | 4–1 | —   | 2–0 | 2–1 | 2–2 | 2–2 | 2–1 | 3–0 | 2–0 | 1–0 | 1–0 | 3–0 | 0–1 |
| Guangzhou R&F               | 3–1 | 1–4 | 4–2 | 3–3 | 0–5 | —   | 2–2 | 2–0 | 2–2 | 1–3 | 2–1 | 2–2 | 3–1 | 2–1 | 2–1 | 3–4 |
| Hebei China Fortune         | 1–1 | 0–1 | 3–0 | 1–0 | 1–3 | 2–1 | —   | 2–3 | 3–2 | 0–3 | 2–1 | 1–2 | 1–1 | 2–1 | 2–2 | 0–2 |
| Henan Jianye                | 2–1 | 1–0 | 1–0 | 1–1 | 2–5 | 1–0 | 4–1 | —   | 2–1 | 3–2 | 1–2 | 0–1 | 1–0 | 2–3 | 2–1 | 0–0 |
| Jiangsu Suning              | 4–1 | 1–0 | 3–1 | 1–1 | 3–1 | 5–1 | 4–1 | 3–0 | —   | 1–1 | 0–1 | 0–3 | 2–0 | 3–2 | 2–0 | 2–1 |
| Shandong Luneng Taishan     | 1–0 | 2–0 | 2–0 | 0–1 | 0–3 | 3–1 | 2–0 | 2–2 | 1–1 | —   | 2–2 | 3–1 | 3–0 | 3–1 | 2–1 | 3–0 |
| Shanghai Greenland Shenhua  | 5–1 | 1–2 | 0–0 | 2–1 | 0–3 | 5–3 | 1–2 | 3–2 | 1–3 | 1–3 | —   | 0–4 | 2–1 | 0–3 | 2–3 | 2–2 |
| Shanghai SIPG               | 3–0 | 2–1 | 2–3 | 3–0 | 0–2 | 2–0 | 3–0 | 2–1 | 3–2 | 2–1 | 3–1 | —   | 6–0 | 5–1 | 0–0 | 2–1 |
| Shenzhen F.C.               | 1–1 | 1–1 | 0–2 | 1–2 | 2–3 | 4–0 | 3–1 | 3–3 | 0–2 | 1–1 | 2–1 | 0–1 | —   | 0–0 | 2–1 | 4–4 |
| Tianjin TEDA                | 1–0 | 1–2 | 2–0 | 3–3 | 0–3 | 4–3 | 2–0 | 2–0 | 2–1 | 2–1 | 1–1 | 0–2 | 3–0 | —   | 1–1 | 2–1 |
| Tianjin Tianhai             | 2–2 | 0–3 | 3–3 | 5–1 | 1–3 | 1–2 | 0–0 | 1–1 | 2–2 | 2–4 | 2–2 | 0–0 | 2–2 | 1–0 | —   | 3–1 |
| Wuhan Zall                  | 1–0 | 0–1 | 2–3 | 1–0 | 2–3 | 2–1 | 1–2 | 0–0 | 1–1 | 2–1 | 1–1 | 1–1 | 2–0 | 1–1 | 2–1 | —   |

## Estadísticas jugadores

### Goleadores
- Actualizado el 27 de noviembre de 2019.
| Pos. | Jugador             | Club                        | Goles |
| ---- | ------------------- | --------------------------- | ----- |
| 1    | Eran Zahavi         | Guangzhou R&F               | 29    |
| 2    | Faruk Dietz         | Shanghai SIPG               | 18    |
| 3    | Paulinho            | Guangzhou Evergrande Taobao | 17    |
| 4    | Alex Teixeira       | Jiangsu Suning              | 16    |
| 5    | Yannick Carrasco    | Dalian Yifang               | 15    |
| 5    | Graziano Pellè      | Shandong Luneng Taishan     | 15    |
| 7    | Alan Kardec         | Chongqing Dangdai Lifan     | 14    |
| 8    | Renato Augusto      | Beijing Sinobo Guoan        | 12    |
| 8    | Éder                | Jiangsu Suning              | 12    |
| 8    | Jean Evrard Kouassi | Wuhan Zall                  | 12    |

### Asistencias
- Actualizado el 27 de noviembre de 2019.
| Pos. | Jugador             | Club                        | Asistencias |
| ---- | ------------------- | --------------------------- | ----------- |
| 1    | Yang Liyu           | Guangzhou Evergrande Taobao | 12          |
| 2    | Cao Yunding         | Shanghai Greenland Shenhua  | 11          |
| 3    | Oscar               | Shanghai SIPG               | 10          |
| 4    | Renato Augusto      | Beijing Sinobo Guoan        | 8           |
| 4    | Tang Miao           | Guangzhou R&F               | 8           |
| 4    | Alex Teixeira       | Jiangsu Suning              | 8           |
| 7    | Frank Acheampong    | Tianjin TEDA                | 7           |
| 7    | Adrian Mierzejewski | Chongqing Dangdai Lifan     | 7           |
| 9    | Yannick Carrasco    | Dalian Yifang               | 6           |
| 9    | Fernandinho         | Hebei China Fortune         | 6           |
| 9    | Dia Saba            | Guangzhou R&F               | 6           |
| 9    | Wang Song           | Jiangsu Suning              | 6           |
| 9    | Wei Shihao          | Guangzhou Evergrande Taobao | 6           |
| 9    | Wu Xi               | Jiangsu Suning              | 6           |